# معركة صورة
يوم صورة وهي من أيام العرب في الجاهلية بين قبيلة هذيل وقبيلة فهم بن عمرو القيسية في أرض يقال لها صورة من فروع وادي يلملم. قال مرتضى الزبيدي «وصورة بالضم من صدور يلملم».

## الأحداث
ذكر أبو سعيد السكري احداث المعركة فقال.
| معركة صورة | كان من شأن هذيل وفهم أنهم كانوا أعداء فأصبحت دار من فهم يقال لهم بنو لاي ومعهم سيدهم حبيب وامسوا بصورة من صدر يلملم فذكروا لبني قريم بن صاهلة فبيتتهم بنو قريم فقتلوا سيد القوم وأباحوا دارهم | معركة صورة |

وبنو لاي المذكورون من بني قين بن فهم. وذكر منهم ذبية بنت بيشة الفهمية التي رثت قومها الذين قتلوا في هذه المعركة فقالت.